# دوور-فاکس‌کرافت (مین)
دوور-فاکس‌کرافت (به انگلیسی: Dover-Foxcroft) یک منطقهٔ مسکونی در ایالات متحده آمریکا است که در شهرستان پیسکاتاکیوس، مین واقع شده‌است. دوور-فاکس‌کرافت ۱۸۴٫۳۶ کیلومتر مربع مساحت و ۴٬۴۲۲ نفر جمعیت دارد و ۱۱۳ متر بالاتر از سطح دریا واقع شده‌است.